# Circonscription de Daourie
La circonscription de Daourie (no 44) est une circonscription législative russe du kraï de Transbaïkalie. De 1993 à 2007, la circonscription couvrait le sud-est de l'oblast de Tchita.  
En 2008, l'oblast de Tchita a fusionné avec l'okroug autonome d'Aga-Bouriatie pour former le kraï de Transbaïkalie. La circonscription de Daourie nouvellement configurée couvre désormais la moitié occidental de Tchita, le sud du kraï de Transbaïkalie, ainsi que le territoire de l'ancienne Aga-Bouriate (qui avait auparavant sa propre circonscription). 
En 2021, il y avait 394 576 personnes inscrites sur les listes électorales.

## Membres élus
| Élection | Élection | Député                                                              | Parti                                                               |
| -------- | -------- | ------------------------------------------------------------------- | ------------------------------------------------------------------- |
|          | 1993     | Vladimir Sourenkov                                                  | Indépendant                                                         |
|          | 1995     | Viktor Kolesnikov                                                   | Parti agraire                                                       |
|          | 1999     | Iaroslav Tchvyriaeïv                                                | Indépendant                                                         |
|          | 2003     | Iouri Losski                                                        | Indépendant                                                         |
|          | 2004     | Ievgueni Blokhine                                                   | Indépendant                                                         |
| 2007     | 2007     | Représentation proportionnelle – pas d’élection par circonscription | Représentation proportionnelle – pas d’élection par circonscription |
| 2011     |          | Représentation proportionnelle – pas d’élection par circonscription | Représentation proportionnelle – pas d’élection par circonscription |
|          | 2016     | Vasilina Koulieva                                                   | Parti libéral démocrate                                             |
|          | 2021     | Iouri Grigoriev                                                     | Russie juste                                                        |